# Dangerous Women
Cet article concerne l'anthologie de nouvelles. Pour l'album d'Ariana Grande, voir Dangerous Woman.
Dangerous Women (titre original : Dangerous Women) est une anthologie composée de vingt et une nouvelles rassemblées par Gardner R. Dozois et George R. R. Martin, parue le 3 décembre 2013 aux éditions Tor Books puis traduite en français et parue en deux volumes aux éditions J'ai lu en juin 2016 et janvier 2017. Le premier volume reprend toutes les nouvelles écrites par des hommes et le second celles écrites par des femmes. L'ouvrage est constitué de nouvelles de genres littéraires variés (fantastique, fantasy, historique, polar, science-fiction…) mais toutes centrées sur des personnages féminins et « explorant les sommets que des femmes courageuses peuvent atteindre ainsi que les abysses que des femmes perverses peuvent sonder ».
L'ouvrage est récompensé du prix World Fantasy de la meilleure anthologie 2014.

## Contenu

### Dangerous Women- Partie 1
- Desperada, 2016 ((en) Some Desperado, 2013) par Joe Abercrombie

Une femme est traquée par des chasseurs de primes jusque dans une ville fantôme.
- Cocktail explosif, 2016 ((en) Bombshells, 2013) par Jim Butcher

Une apprentie sorcière prise au milieu de plusieurs factions en guerre doit sauver un vampire.
- Catcher Jésus, 2016 ((en) Wrestling Jesus, 2013) par Joe R. Lansdale

Deux catcheurs envoûtés par la même femme continuent à lutter l'un contre l'autre après leur retraite pour la conquérir.
- Je sais comment les choisir, 2016 ((en) I Know How to Pick ’Em, 2013) par Lawrence Block

Histoire policière centrée sur une femme fatale.
- Des ombres pour Silence dans les forêts de l'Enfer, 2016 ((en) Shadows for Silence in the Forests of Hell, 2013) par Brandon Sanderson

Dans une forêt habitée par des êtres surnaturels, une vieille aubergiste devient chasseur de primes la nuit.
- La Fille du miroir, 2016 ((en) The Girl in the Mirror, 2013) par Lev Grossman
- Annoncer la sentence, 2016 ((en) Pronouncing Doom, 2013) par Stephen Michael Stirling

Histoire post-apocalyptique se déroulant dans une Amérique dévastée par une épidémie et une panne des machines.
- Nommer la bête, 2016 ((en) Name the Beast, 2013) par Sam Sykes
- La Princesse et la Reine, ou les Noirs et les Verts, 2016 ((en) The Princess and the Queen, 2013) par George R. R. Martin

Presque 200 ans avant les événements du Trône de fer, la lutte de pouvoir entre la princesse Rhaenyra et sa belle-mère Alycent va déclencher la « danse des dragons » et ensanglanter le continent de Westeros tout entier.

### Dangerous Women- Partie 2
- Soit mon cœur est gelé, 2017 ((en) My Heart is Either Broken, 2013) par Megan Abbott

Un mari suspecte son excentrique épouse d'avoir tué leur fille.
- La Chanson de Nora, 2017 ((en) Nora's Song, 2013) par Cecelia Holland (en)

Nouvelle mettant en scène Aliénor d'Aquitaine.
- Les Mains qui n'y sont pas, 2017 ((en) The Hands That Are Not There, 2013) par Melinda Snodgrass

Dans un futur dystopique, une militaire découvre une conspiration à propos d'une race extra-terrestre capable de modifier génétiquement les humains.
- Raisa Stepanova, 2017 ((en) Raisa Stepanova, 2013) par Carrie Vaughn

Une pilote de chasse soviétique ayant l'ambition de devenir un as de l'aviation pendant la Seconde Guerre mondiale.
- Les Voisines, 2017 ((en) Neighbors, 2013) par Megan Lindholm

La maladie d'Alzheimer change le quotidien d'une femme âgée de la banlieue de Seattle. La magie et un voyage dans le temps viennent changer la donne.
- Une reine en exil, 2017 ((en) A Queen in Exile, 2013) par Sharon Kay Penman (en)

Constance de Hauteville doit partir assurer le soutien de la population à son fils Frédéric.
- Deuxième arabesque, très lentement, 2017 ((en) Second Arabesque, Very Slowly, 2013) par Nancy Kress
- La Ville Lazare, 2017 ((en) City Lazarus, 2013) par Diana Rowland
- Novices, 2017 ((en) Virgins, 2013) par Diana Gabaldon

Histoire centrée sur des mercenaires dans l'Écosse du XVIIIe siècle.
- L'Enfer n'a pire furie, 2017 ((en) Hell Hath No Fury, 2013) par Sherrilyn Kenyon

Histoire de fantômes amérindiens contemporaine.
- Les Aides-soignantes, 2017 ((en) Caretakers, 2013) par Pat Cadigan
- Les Mensonges que me racontait ma mère, 2017 ((en) Lies My Mother Told Me, 2013) par Caroline Spector

## Éditions
- Dangerous Women, Tor Books, 3 décembre 2013, 784 p.,  (ISBN 978-0-7653-3206-6)
- Dangerous Women - Partie 1, J'ai lu, 2 juin 2016, trad. Benjamin Kuntzer, 496 p.  (ISBN 978-2-290-10591-7)
- Dangerous Women - Partie 2, J'ai lu, 2 juin 2016, trad. Benjamin Kuntzer, 633 p.  (ISBN 978-2-290-10594-8)
- Dangerous Women - Partie 1, J'ai lu, coll. « Science-fiction » no 12102, 11 avril 2018, trad. Benjamin Kuntzer, 568 p.  (ISBN 978-2-290-15532-5)
- Dangerous Women - Partie 2, J'ai lu, coll. « Science-fiction » no 12176, 6 juin 2018, trad. Benjamin Kuntzer, 669 p.  (ISBN 978-2-290-15533-2)